# Число Оре
Число Оре — натуральное число, среднее гармоническое делителей которого является целым числом. Понятие числа Оре введено Ойстином Оре в 1948 году. Первые несколько чисел Оре:
1, 6, 28, 140, 270, 496, 672, 1638, 2970, 6200, 8128, 8190, 18 600, 18 620, ….
Например, число Оре 6 имеет делители 1, 2, 3 и 6. Их гармоническое среднее является целым числом:
{\displaystyle {\frac {4}{{\frac {1}{1}}+{\frac {1}{2}}+{\frac {1}{3}}+{\frac {1}{6}}}}=2.}
Число 140 имеет делители 1, 2, 4, 5, 7, 10, 14, 20, 28, 35, 70 и 140. Их гармоническое среднее:
{\displaystyle {\frac {12}{{\frac {1}{1}}+{\frac {1}{2}}+{\frac {1}{4}}+{\frac {1}{5}}+{\frac {1}{7}}+{\frac {1}{10}}+{\frac {1}{14}}+{\frac {1}{20}}+{\frac {1}{28}}+{\frac {1}{35}}+{\frac {1}{70}}+{\frac {1}{140}}}}=5.}
5 является целым числом, а значит, 140 является числом Оре.

## Числа Оре и совершенные числа
Для любого целого числа {\displaystyle M} произведение гармонического среднего и среднего арифметического его делителей равно самому числу {\displaystyle M}, что непосредственно следует из определений. Таким образом, {\displaystyle M} является числом Оре с гармоническим средним делителей {\displaystyle k} в том и только в том случае, когда среднее арифметическое делителей является частным от деления {\displaystyle M} на {\displaystyle k}.
Оре показал, что любое совершенное число является числом Оре. Так как сумма делителей совершенного числа {\displaystyle M} в точности равна {\displaystyle 2M}, среднее делителей равно {\displaystyle M(2/\tau (M))}, где {\displaystyle \tau (M)} означает число делителей числа {\displaystyle M}. Для любого {\displaystyle M} число {\displaystyle \tau (M)} нечётно тогда и только тогда, когда {\displaystyle M} является полным квадратом, в противном случае каждому делителю {\displaystyle d} числа {\displaystyle M} можно сопоставить другой делитель — {\displaystyle M/d}. Но никакое совершенное число не может быть полным квадратом, это следует из известных свойств чётных совершенных чисел, а нечётные совершенные числа (если такие существуют) должны иметь множитель вида {\displaystyle q^{\alpha }}, где {\displaystyle \alpha \equiv 1{\pmod {4}}}. Таким образом, для совершенного числа {\displaystyle M} число делителей {\displaystyle \tau (M)} чётно и среднее делителей является произведением {\displaystyle M} на {\displaystyle 2/\tau (M)}. Таким образом, {\displaystyle M} является числом Оре.
Оре высказал предположение, что не существует нечётных чисел Оре, кроме 1. Если гипотеза верна, то нечётных совершенных чисел не существует.

## Границы и компьютерный поиск
Показано, что любое нечётное число Оре, большее 1, должно иметь степень простого делителя больше 107, а также, что любое такое число должно иметь по меньшей мере три различных простых делителя. Кроме того, установлено, что не существует нечётных чисел Оре, меньших 1024.
Предпринимались попытки получить с помощью компьютера список всех малых чисел Оре, в результате были найдены все числа Оре до 3.75×1010 и все числа, для которых гармоническое среднее не превышает 300.